# 육군무기청

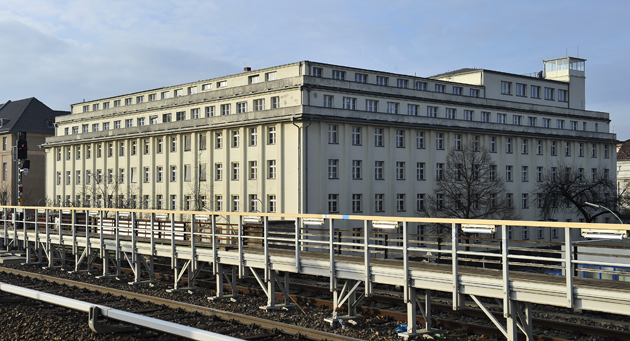
구 육군무기청 청사.

육군무기청(독일어: Heereswaffenamt; HWA 헤어슈바페남트[*])는 독일에 있었던 군사기관이다. 나치 독일 시기 독일 국방군의 육군 장비 및 탄약을 연구개발하는 업무를 맡았다. 본래 1919년 11월 8일 국가무기청(독일어: Reichwaffenamt; RWA)이라는 이름으로 설치되었다가 1922년 5월 5일 육군무기청이라고 재명명되었다.